# Dr. Project Point Blank Blues Band
Dr. Project Point Blank Blues Band (Доктор Проџект Поинт Бленк Блуз Бенд) је београдска блуз група која ради од лета 1983.

## Историјат

### Оснивање и прво раздобље рада
Групу је основао гитариста и певач Драгољуб Црнчевић Црнке, почетком лета 1983. године у Београду, заједно са својим пријатељима Тимотијем Дејвисом (САД), Мајклом Салцом (Аустралија) и Драганом Марковићем. Салц је убрзо напустио групу, па га је за бубњевима заменио Мирољуб Вилотијевић. Пред снимање другог албума (1985), одлази и Дејвис, а уместо њега долази Саша Лабудовић, са којим су снимили овај албум. На првом албуму гостују Вук Вукчевић и Зора Витас, а на другом Стјепко Гут.
Крајем лета 1986, по завршетку успешне турнеје по Средњој Европи, из групе одлази Марковић који се враћа у свој матични Блуз квинтет (касније оснива Di Luna Blues Band), а уместо њега у групу улази Александар Козакијевић. Група се растура 1991, па Црнчевић поново окупља групу, овога пута као трио у коме уз њега свирају и Раде Булатовић и Мирослав Карловић, и тако снима и издаје свој трећи албум под називом Southern Comfort, а након његовог изласка, због ратне кризе из 1991. група се разилази.

### Ново окупљање
Црнчевић 1995. окупља нову екипу у којој, поред некадашњег члана Александра Козакијевића, свирају и Дарко Грујић, Дарко Петровић и Горан Ханс Лотар Илић - Бебе (који је заменио Бранка Балоша). Ова постава снима албум Sunny Sky, крајем лета 1997. Иста постава свира турнеју по Југославији, Македонији и Италији током 1997-98, али онда, недуго после Божића 1998, сви чланови осим Црнчевића и Грујића напуштају групу.
Након тога, у групу долазе два млада члана, Зоран Миленковић (бас) и Јован Пејчиновић (бубњеви) и група од тада наступа у истом саставу. Током 2000. снимају албум Blue Deal, на коме гостује британски свирач усне хармонике, Џон О'Лири.
У децембру 2012. издају албум Unforgiven за издавачку кућу Kalpa Solutions, а након тога одржавају два опроштајна концерта који су истовремено и промоција албума.

### „Трећа срећа“
Група се поново окупља 2015, када почињу са снимањем двоструког албума Гитарологија/Guitarology. Снимање траје осам месеци и на албуму гостују неки од најзначајнијих музичара српске и бивше југословенске блуз и рок сцене: Рамбо Амадеус, Драган Јовановић Крле, Драги Јелић, Ненад Златановић, Јосип Бочек, Видоја Божиновић Џинџер, Небојша Антонијевић Антон, Ведран Божић, Драган Марковић Маре, Душан Безуха Дуда, Влатко Стефановски, Горан Стојковић Гокси, Саша Ранђеловић Ранђа, Sky Wikluh, Момчило Бајагић Бајага, Јован Савић Лоле, Дејан Цукић, Дадо Топић, Ненад Милосављевић, Оливер Нектаријевић, Никола Врањковић, Зоран Костић Цане, Влада Јанковић Џет, Дејан Најдановић Најда, Звонимир Ђукић - Ђуле и Бора Ђорђевић, а ту су и: John O'Leary, Владан Станошевић, Мирко Томић, Влада Јовковић, Дарко Петровић, Александар Жикић, Жељко Степановић, Андрија Гавриловић, Огњен Готовчевић, Комнен Миловановић, Paul Shapera, Воја Аралица и Саша Оташевић. Албум излази у новембру 2015. као двоструки компакт диск у издању ПГП РТС. На првом диску су песме са гостујућим певачима, а на другом исте матрице на којима на енглеском пева Драгољуб Црнчевић.

## Дискографија

### Студијски албуми
- , 1984 (ПГП-РТБ)[5]
- , 1985, (ПГП-РТБ)
- Јужњачка Утеха, 1991
- , 1997 (Идеја)
- , 2001 (ИТММ)
- , 2003 (ПГП-РТС)
- 7, 2006 (ПГП-РТС)
- , 2008
- , 2012
- , 2015 (ПГП-РТС)

### Живи албуми
- Живот у затвору (ДВД), 2006 (ПГП-РТС), снимак концерта у затвору Сремска Митровица

### Са другим музичарима
- , 2002 (ИТММ)